# Cantó de Casteldon
El cantó de Casteldon és un cantó francès del departament del Puèi Domat, situat al districte de Tièrn. Té sis municipis i el cap és Casteldon.

## Municipis
- Casteldon
- Lachaux
- Noalhat
- Paslières
- Puy-Guillaume
- Ris

## Història
| Data d'elecció                           | Identitat       | Partit                    | Qualitat |
| ---------------------------------------- | --------------- | ------------------------- | -------- |
| 1945-1964                                | Francis Dassaud | SFIO                      |          |
| 1964-1970                                | René Verdier    | SFIO                      |          |
| 1970-1976                                | M. Roche        | RI                        |          |
| 1976-1983                                | Michel Citerne  | PS, després Divers gauche |          |
| 1983-1988                                | Genest Fradin   | PS                        |          |
| 1988-2010                                | Michel Charasse | PS, després Divers gauche |          |
| 2010-                                    | Caroline Dalet  | PG                        |          |
| les dades anteriors no són pas conegudes |                 |                           |          |
|                                          |                 |                           |          |

## Demografia
| 1962  | 1968  | 1975  | 1982  | 1990  | 1999  | 2007  |
| ----- | ----- | ----- | ----- | ----- | ----- | ----- |
| 5.407 | 5.839 | 5.784 | 5.918 | 5.883 | 5.842 | 6.206 |